# Lady Death
Lady Death es una diosa ficticia que aparece en los cómics estadounidenses publicados por Coffin Comics. Creada por Brian Pulido, Lady Death apareció por primera vez en Evil Ernie #1 en diciembre de 1991.
Lady Death reapareció en la miniserie Evil Ernie: The Resurrection publicada por Pulido bajo su desaparecida compañía Chaos! Comics en 1994. El personaje también fue objeto de un largometraje de animación estrenado en julio de 2004 por ADV Films.
Las encarnaciones del personaje han sido ilustradas por artistas de cómics como Steven Hughes, Mike Deodato, Romano Molenaar e Ivan Reis. Brian Pulido ha optado por licencias de publicación a través de varias empresas independientes como Avatar Press. A partir de 2016 , Lady Death fue publicada por Pulido's Coffin Comics, LLC.
Además, Lady Death ha sido representada en obras de arte por varios artistas de fantasía conocidos como Dorian Cleavenger, Gerald Brom, Boris Vallejo, Joe Jusko y Julie Bell.